# Severin z Kolína
Severin z Kolína byl biskupem Kolína nad Rýnem. Datum jeho narození i úmrtí nejsou přesně známé, odhaduje se, že zemřel kolem roku 400. Katolickou církví je uctíván jako světec a jeho liturgická památka je oslavována 23. října.

## Život
O Severinově životě není příliš věrohodných informací. Pocházel z Bordeaux a v blíže neznámém roce se stal kolínským biskupem. Jako biskup se snažil potlačovat ariánské heretiky. Zemřel kolem roku 400 a pohřben byl ve Francii. Za Francouzské revoluce byly jeho ostatky zneuctěny a zničeny.